# Don Carter (cầu thủ bóng đá)
Don Carter (11 tháng 9 năm 1921 – 2002) là một cầu thủ bóng đá cho Bury và Blackburn Rovers.
Ông chuyên đến Blackburn Rovers năm 1948 nhưng không thể lặp lại thành công trước đó, khi chỉ có 2 lần ra sân trước khi chuyển đến New Brighton A.F.C. và sau đó là Northwich Victoria.